# Habenaria suaveolens
Habenaria suaveolens là một loài thực vật có hoa trong họ Lan. Loài này được Dalzell mô tả khoa học đầu tiên năm 1850.